# Кох, Билл (бизнесмен)
Уильям Ингрэм Кох (произносится Коук /ˈkoʊk/; родился 3 мая 1940) — американский миллиардер, бизнесмен, яхтсмен и коллекционер. Его яхта заняла первое место на Кубке Америки 1992 года. Журнал Forbes в 2019 году оценил чистую стоимость активов Коха в $1,8 миллиарда.

## Ранние годы
Сын Мэри Клементины и Фреда К. Коха, основателя Koch Industries. Посещал военную академию в Калвере, штат Индиана . Получил степень бакалавра, магистра и доктора химического машиностроения в Массачусетском технологическом институте (MIT). Дэвид Кох (1940—2019) был его братом-близнецом. Другие его братья — Фредерик Кох (1933—2020 гг.) и Чарльз Кох (род. 1935 г.).

## Деловая карьера
Изначально Билл Кох работал в семейной компании и отвечал там за выход Koch Industries на рынок торговли химикатами. Он и его старший брат Фредерик унаследовали акции Koch Industries. В 1983 году они продали свою долю в компании своим братьям — Чарльзу и Дэвиду — за $800 миллионов. 
После ухода из Koch Industries, Билл стал основателем и президентом Oxbow Group — это холдинговая компания по развитию энергетики, которая базируется в Уэст-Палм-Бич, шт. Флорида.

## Кубок Америки
В 1992 году Билл Кох выиграл Кубок Америки на яхте America 3, победив итальянскую команду Il Moro Challenge. Кох потратил около 65 миллионов долларов на участие в регате, и хотя он был любителем, сам входил в команду America 3, которой руководил опытный яхтсмен Бадди Мелджес.
В 1993 году Билл Кох был занесен в Зал славы Кубка Америки, а в 2018 году — в Национальный зал славы парусного спорта.

## Коллекционер
Кох — коллекционер искусства и вина. Он известен тем, что подал несколько судебных исков против продавцов контрафактных вин, в первую очередь — против Харди Роденстока за продажу вина, которое предположительно принадлежало Томасу Джефферсону.
В 2011 году приобрел на аукционе фотографию легендарного преступника Билли Кида за $2,3 миллиона.

## Личная жизнь
В 1994 году Кох женился на Джоан Гранлунд. У них родился сын Вятт. Брак закончился разводом.
В 2005 году Кох женился на Бриджит Руни (род. 1962). У пары родилась дочь Кейтлин. Семья Кохов проживает в Палм-Бич, Флорида.